# Blickfält
Blickfält är det område, inom vilket ögat, under det att huvudet hålls orörligt, med sina egna rörelser kan fixera föremål.
Blickfältet anger gränsen åt sidorna för det skarpa seendet och utgör måttet på ögats rörlighet genom dess egna muskler. Uppmätningen av blickfältet har betydelse vid svaghet eller förlamning av ögats rörelsemuskler. Uppmätningen görs med en perimeter, på nästan samma sätt som bestämningen av synfältet, med undantaget att undersökningsobjektet förs från nollpunkten mot periferin och blicken följer dess rörelser, varvid den undersökte anger, då detsamma inte längre tydligt urskiljs. Blickfältets storlek visas på samma sätt som synfältets genom utprickning på så kallade perimeterkartor. Det normala blickfältet sträcker sig minst 45° i alla riktningar med undantag av inåt nedåt, där det inskränks av näsan, samt uppåt, där det någon gång inskränks genom ögonbrynen. Man skiljer mellan det monokulära (ena ögats) och det binokulära (för båda ögonen gemensamma) blickfältet.